# Tanuetheira
Tanuetheira är ett släkte av fjärilar. Tanuetheira ingår i familjen juvelvingar.
Kladogram enligt Catalogue of Life:
| Tanuetheira | \| \| Tanuetheira congoensis \| \| \| \| \| \| Tanuetheira orientius \| \| \| \| \| \| Tanuetheira prometheus \| \| \| \| \| \| Tanuetheira timon \| \| \| \| |
|             | \| \| Tanuetheira congoensis \| \| \| \| \| \| Tanuetheira orientius \| \| \| \| \| \| Tanuetheira prometheus \| \| \| \| \| \| Tanuetheira timon \| \| \| \| |
|             | Tanuetheira congoensis |
|             | |
|             | Tanuetheira orientius |
|             | |
|             | Tanuetheira prometheus |
|             | |
|             | Tanuetheira timon |
|             | |